# Znečišťující látky

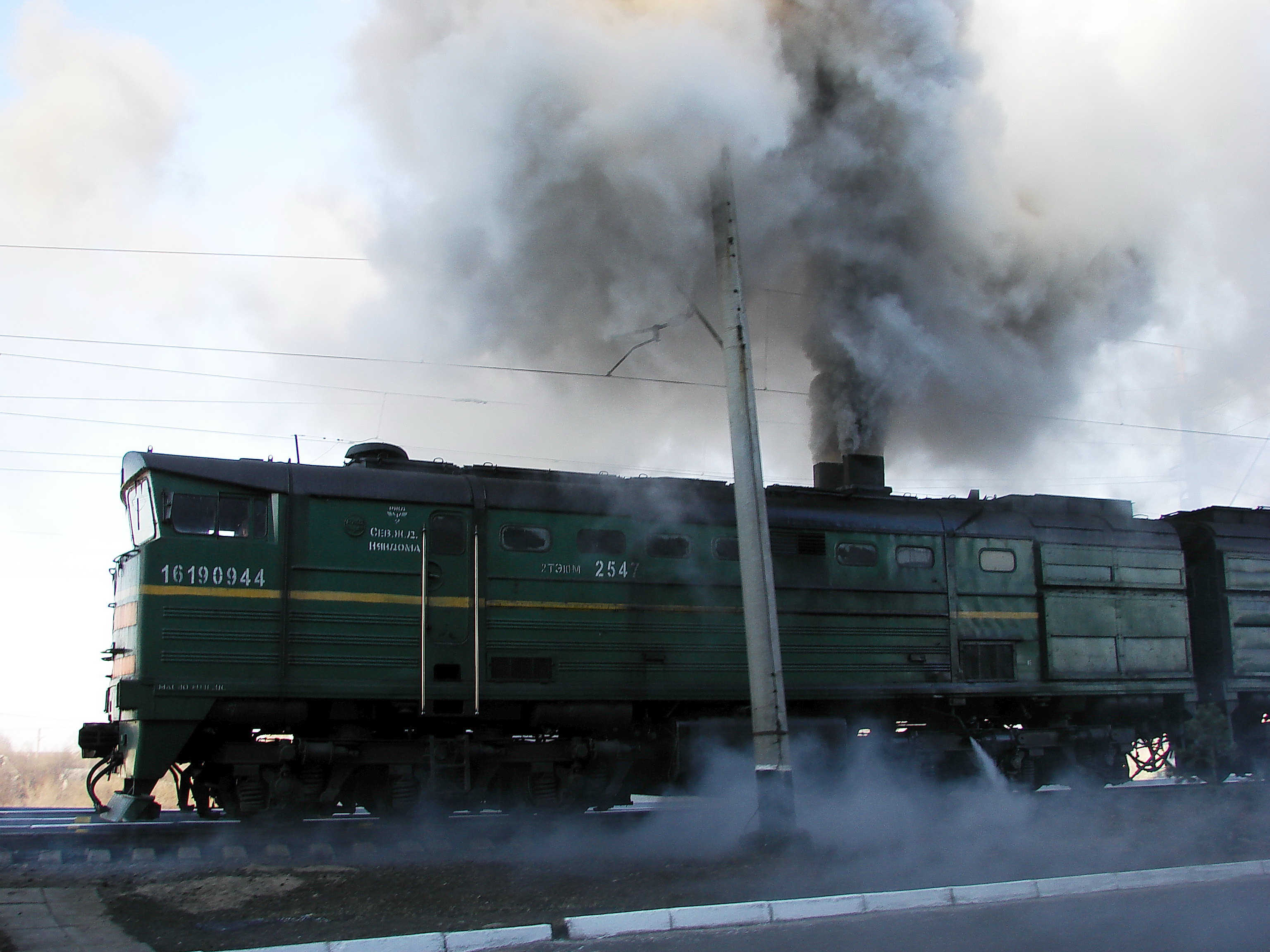
Zplodiny dieselových lokomotiv (zde z Ruska) obsahují oxid uhličitý, oxidy dusíku a pevné částice, na které jsou navázané další znečišťující látky

Jako znečišťující látky (anglicky pollutants) se označují chemické a jiné látky, které svou přítomností v daném prostředí mají škodlivé účinky na lidské zdraví nebo životní prostředí. Může jít o látky, které jsou do tohoto prostředí vnesené (primární znečištění), nebo v něm druhotně vznikají, obvykle chemickými reakcemi (sekundární znečištění).
Nejčastěji se tento pojem používá ve znečištění ovzduší nebo znečištění vody, ale také při kontaminaci půdy nebo v některých případech i při kontaminaci potravin.

## Znečištění ovzduší
Znečištění ovzduší je nejvýznamnějším znečištěním prostředí zasahujícím jak vyspělé, tak rozvojové země. Mezi hlavní znečišťující látky patří z anorganických látek oxid siřičitý, oxidy dusíku, oxid uhelnatý a troposférický ozon; z organických benzen nebo benzo[a]pyren. Významné mohou být i některé kovy jako kadmium, arsen a nikl nebo nověji sledovaná rtuť. Nebezpečné jsou také pevné částice (polétavý prach), které mohou na svém povrchu adsorbovat většinu uvedených znečišťujících látek.
Mezi největší zdroje těchto nečistot patří stacionární zdroje (teplárny, tepelné elektrárny i lokální topeniště v domech) a mobilní zdroje (především silniční doprava, ale i železniční nebo lodní).

### Legislativa
Ochranu ovzduší upravuje v České republice po právní stránce od roku 2012 zákon o ochraně ovzduší č. 201/2012 Sb. Ten v § 2 definuje znečišťující látku jako každou látku, která svou přítomností v ovzduší má nebo může mít škodlivé účinky na lidské zdraví nebo životní prostředí anebo obtěžuje zápachem.
Imisní limity
V příloze 1 tohoto zákona jsou uvedeny imisní limity hlavních znečišťujících látek: oxidu siřičitého, oxidu dusičitého, oxidu uhelnatého, částic PM10, PM2,5, olova, arsenu, kadmia, niklu, benzenu, benzo[a]pyrenu a troposférického ozonu. Některé imisní limity mají dvě různé hodnoty pro různá časová období, např. pro oxid dusičitý je stanoven jednohodinový průměr 200 µg·m−3 a celoroční průměr 40 µg·m−3. Zákon také stanoví, kdy není povoleno překročení imisních limitů vůbec nebo kdy je to možné po určitý počet dní v roce. Např. pro částice PM10 je stanoven roční nepřekročitelný průměr 40 µg·m−3 a 24hodinový průměr 50 µg·m−3, který smí být překročen 35 dní v roce.
V příloze jsou kromě imisních limitů vyhlášených pro ochranu zdraví lidí uvedeny i jinak počítané limity vyhlášené pro ochranu ekosystémů a vegetace. Např. u oxidu siřičitého platí pro ochranu zdraví 24hodinový limit 125 µg·m−3, zatímco pro přírodu platí roční limit 20 µg·m−3.
V příloze 6 jsou pak stanoveny koncentrace oxidu siřičitého, oxidu dusičitého, pevných částic PM10 a troposférického ozonu, při kterých se informuje o možnosti vzniku smogové situace, a koncentrace, při nichž se vyhlašuje regulace vybraných stacionárních zdrojů znečištění, případně i dopravy.

### Znečišťující látky

#### Oxid siřičitý

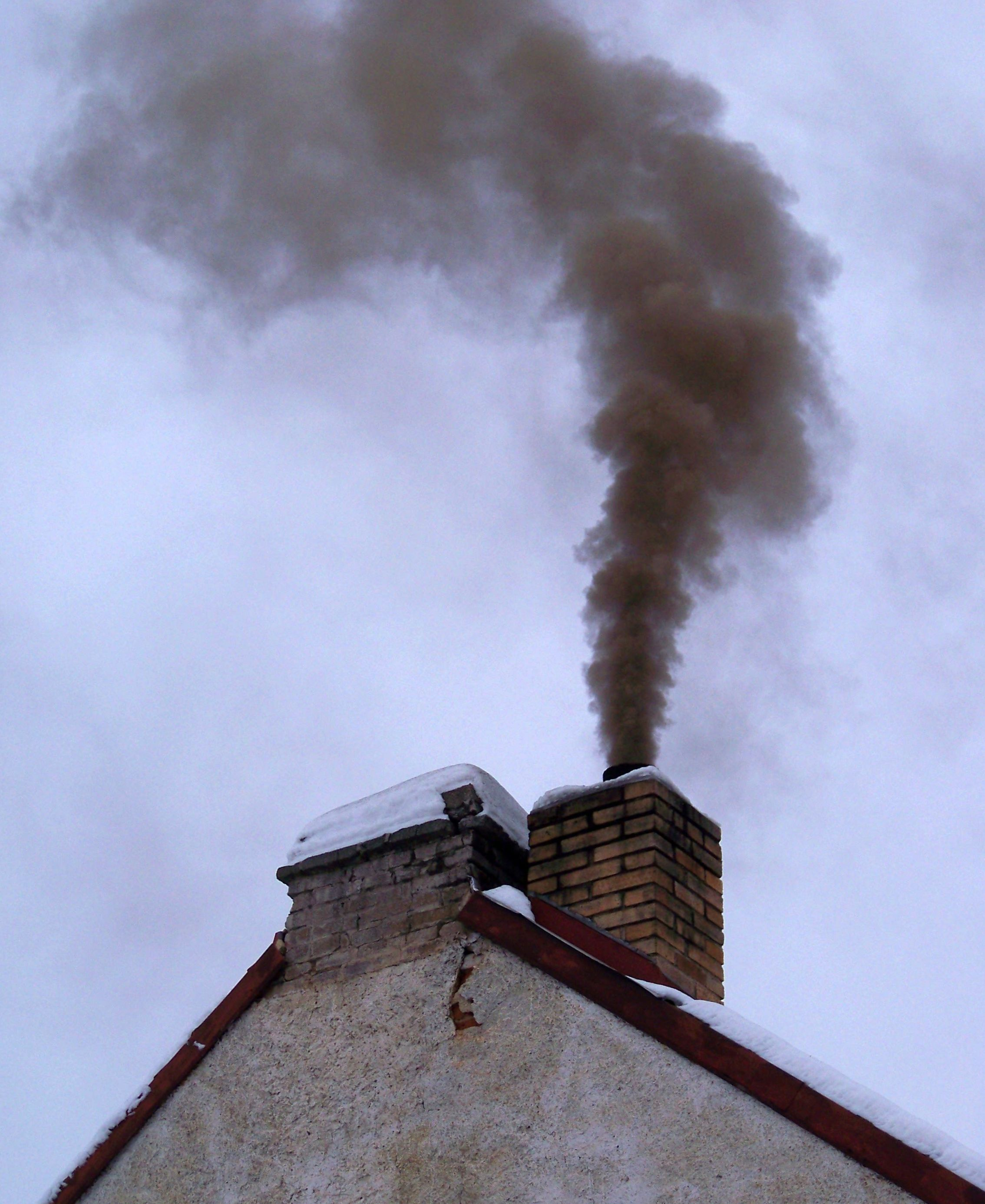
V Evropě jsou v 21. století hlavními producenty oxidu siřičitého především domácí topeniště spalující méně kvalitní uhlí

Oxid siřičitý (SO2) vyskytující se v atmosféře pochází jak z přírodních zdrojů, tak z antropogenní činnosti. Z lidských zdrojů vzniká především při spalování fosilních paliv – uhlí a těžkých olejů – a při tavení rud s obsahem síry. Celosvětově jsou nezanedbatelné i jeho přírodní zdroje – oceány a sopky. V České republice se však tento vliv odhaduje jen na asi 2 %.
V atmosféře se oxid siřičitý postupně oxiduje na sírany a vytváří tak kyselinu sírovou. Všechny tyto látky jsou zde přítomny v kapalném aerosolu nebo se vážou na povrch pevných částic.
Oxid siřičitý a jeho produkty mají dráždivé účinky a ve vyšších koncentracích mohou zhoršovat dýchání nebo způsobovat poškození plic.
V Česku došlo po roce 1989 k výraznému poklesu koncentrací SO2. Od roku 2000 dochází v Česku k překročení povolených limitů pouze výjimečně v prakticky jen v Ostravě nebo v Ústeckém kraji (Chomutov, Teplice, Most). Na většině měřených míst koncentrace stále mírně klesají. V jednotlivých letech však průměrné roční koncentrace kolísají, především v závislosti na tom, jak studená byla zima a jak dlouho trvala topná sezona.

#### Oxidy dusíku

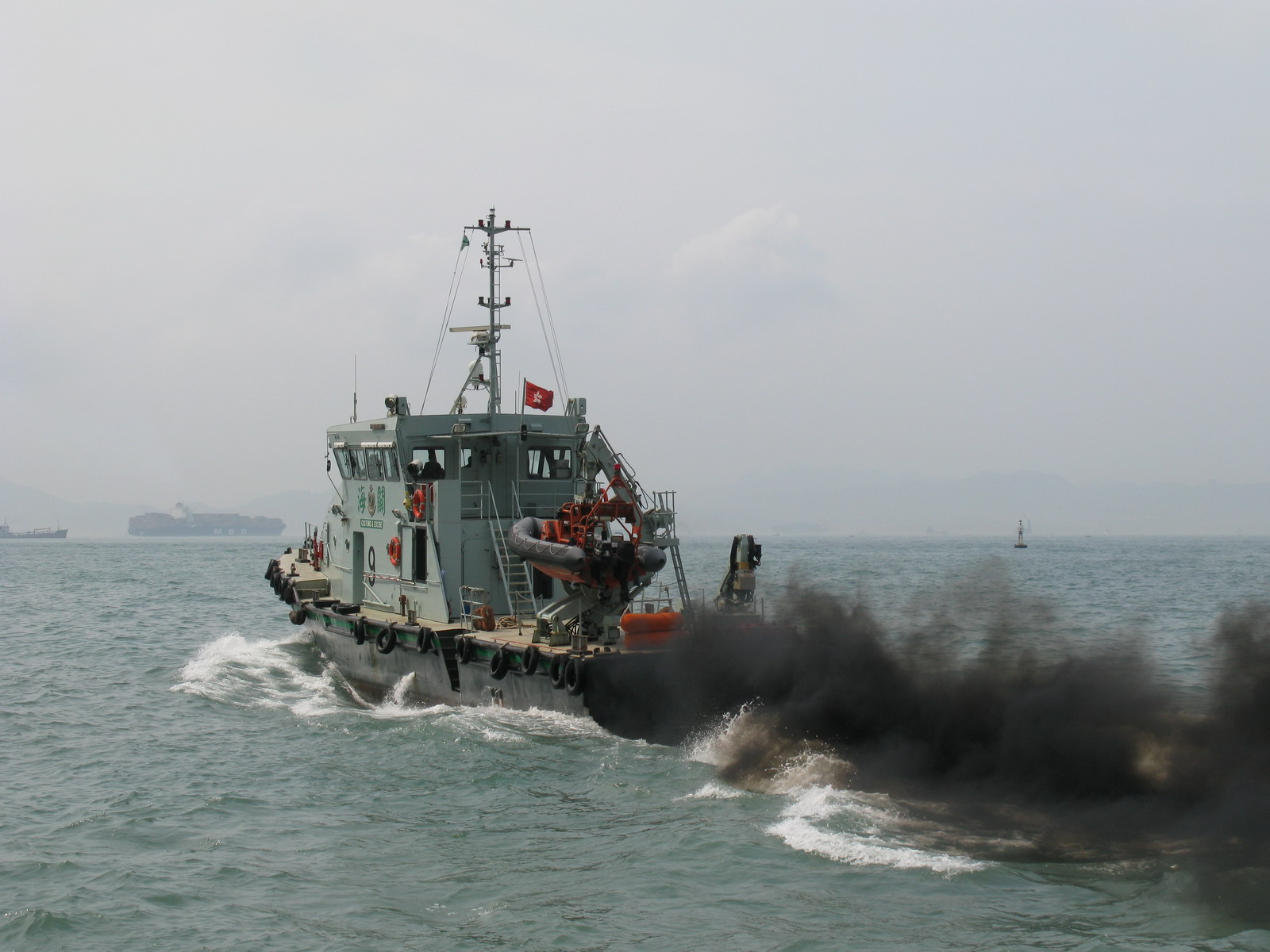
Lodní doprava má nezanedbatelný podíl na produkci oxidů dusíku

Při sledování znečištění ovzduší se pod označením oxidy dusíku NOx rozumí oxid dusnatý NO a oxid dusičitý NO2. Z hlediska ochrany zdraví jsou důležité koncentrace oxidu dusičitého, z hlediska vegetace souhrnné koncentrace obou plynů.
V odpadních plynech a jiných emisích je přítomen především oxid dusnatý NO. Oxid dusičitý z něj vzniká reakcí s přízemním ozonem nebo s radikály (např. hydroperoxylový radikál HO2). Část oxidů dusíku se další oxidací přemění na kyselinu dusičnou HNO3 nebo dusičnany NO3–. Ty jsou z ovzduší splachovány deštěm nebo se s aerosolem usazují na povrchu.
V Evropě vznikají oxidy dusíku především při spalovacích procesech reakcí mezi kyslíkem a dusíkem během spalování a při reakci paliva s kyslíkem.
Hlavním znečišťujícím prvkem je silniční doprava, avšak ani železniční nebo vodní doprava nemá zanedbatelný podíl. Dalšími znečišťovateli pak jsou obecně stacionární zdroje. Přírodní emise oxidů dusíku vznikají při erupcích sopek, při bouřkách účinkem blesků a pocházejí také z půdy. V Evropě tvoří méně než 10 % emisí, ale v celosvětovém pohledu jsou významnější.
Oxid dusičitý zhoršuje především funkci plic a výrazně zhoršuje obecnou imunitu organismu.
K překročení ročního imisního limitu oxidu dusičitého dochází jen na menším množství měřicích stanic na dopravně exponovaných lokalitách velkých měst nebo aglomerací.

#### Oxid uhelnatý
Výrazně dominantním antropogenním zdrojem oxidu uhelnatého (CO) jsou procesy, kde dochází k nedokonalému spalování fosilních paliv: jde o dopravu a stacionární zdroje tepla, především domácí topeniště.
Oxid uhelnatý se váže na hemoglobin mnohem lépe než kyslík. Snižuje proto kapacitu krve pro přenos kyslíku v těle. Může způsobovat závratě, zhoršenou pozornost a při vyšších koncentracích (ovšem ne takových, které se vyskytují ve venkovní atmosféře) i smrt.
Koncentrace CO na sledovaných místech v České republice jen výjimečně přesahují stanovené imisní limity. V roce 2011 se oxid uhelnatý měřil celkem na 33 lokalitách; z nich byly nejvyšší koncentrace naměřeny v Ostravě.

#### Přízemní ozon
Přízemní neboli troposférický ozon je znečišťující látka, která nemá žádný významný emisní zdroj. Vzniká v přízemní vrstvě atmosféry působením slunečního záření složitými procesy především z oxidů dusíku a těkavých organických sloučenin (VOC). Jeho koncentrace závisí především na délce slunečního svitu, teplotě a množství srážek. Proto bývá nejvyšší v období od dubna do září.
Ozon poškozuje především dýchací soustavu – působí zde závažné morfologické i funkční změny a snižuje obranyschopnost organismu.
Měření přízemního ozonu v ČR bylo v roce 2011 prováděno na 76 lokalitách, na 14 % z nich byly překročeny imisní limity. Situace se oproti předchozímu období výrazně nezměnila: na 55 % měřicích stanic naměřené koncentrace klesají, na 36 % stoupají. Koncentrace prekurzorů ozonu (látek, jejichž působením přízemní ozon vzniká) se za poslední období příliš nezměnily. Jeho hodnoty proto závisí především na meteorologických podmínkách: zvyšují se s délkou slunečního svitu a s teplotou a snižují s množstvím srážek v daném roce.

#### Benzen

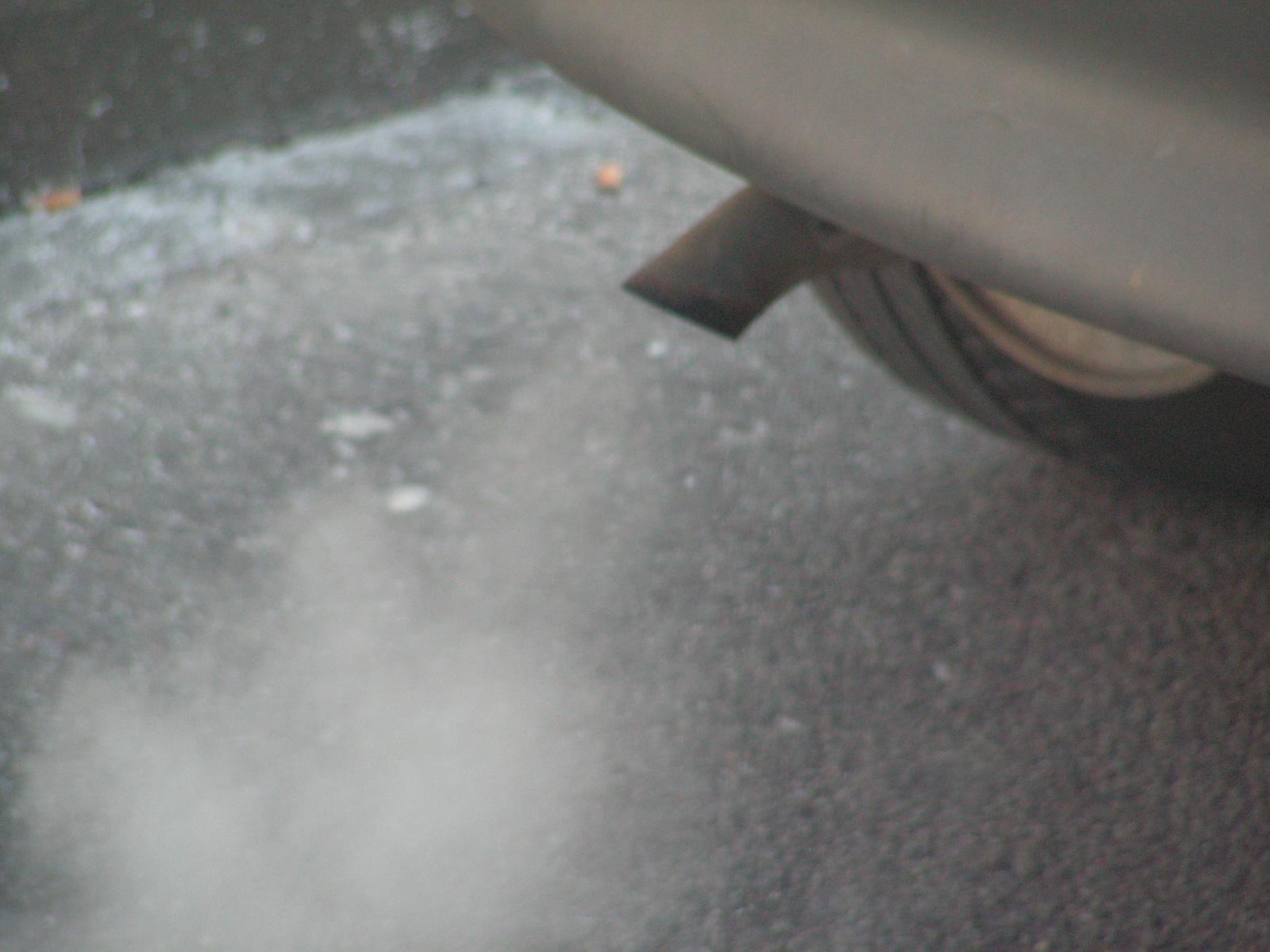
Emise benzenu produkují především automobily s benzínovými motory

Benzen je typickým představitelem organických sloučenin s benzenovým jádrem. Není jediným zástupcem těchto sloučenin v ovzduší, ale vzhledem k podobnému chování se koncentrace ostatních sloučenin – např. toluenu – odvozují od něj.
Naprosto dominantním zdrojem benzenu jsou spalovací procesy, z nichž 85 % představují spalovací motory automobilů i jiných dopravních prostředků. Dalším významným zdrojem jsou ztráty vypařováním při manipulaci s benzínem (proto je důležité odsávat zpětně páry vznikající při čerpání benzínu do nádrže automobilů).
Ve výfukových plynech je přítomný jak nespálený benzen z paliva, tak benzen vzniklý z jiných aromatických uhlovodíků.
Neantropogenní (přírodní) zdroje benzenu tvoří nejvýše 10 % emisí.
Mezi jeho nejvýznamnější účinky se řadí poruchy krvetvorby. Je také podezřelý z karcinogenity.
Benzen měří Český hydrometeorologický ústav na 38 lokalitách. V jedné z nich – Ostravě-Přívoze – překročila v roce 2011 průměrná roční koncentrace imisní limit. V ¾ ostatních stanic průměrné koncentrace oproti roku 2010 klesly, ve zbylých stouply.

#### Benzo[a]pyren

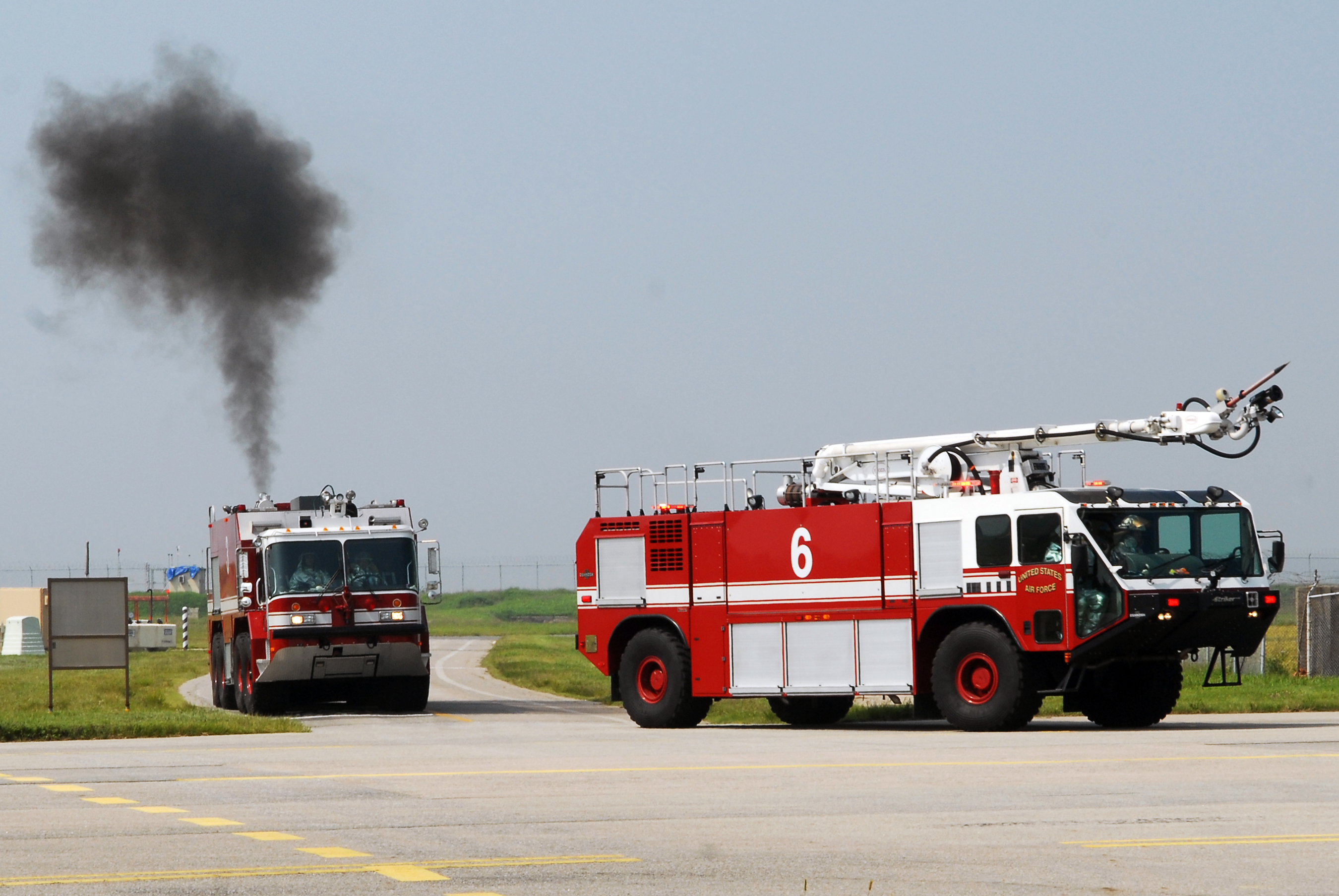
Benzo[a]pyren je obsažen ve výfukových plynech naftových motorů

Tato méně známá sloučenina je představitelem polyaromatických uhlovodíků – tedy uhlovodíků obsahujících více benzenových jader. Vzniká při nedokonalém spalování fosilních paliv jak ve stacionárních zdrojích, tak v mobilních zdrojích, především v naftových motorech.
Domácí topeniště tvoří celkově asi 60 % emisí této látky; 20 % připadá na výfukové plyny. V přírodě se benzo[a]pyren tvoří jen výjimečně při lesních požárech.
Naprostá většina benzo[a]pyrenu a složitějších aromatických sloučenin je sorbována (tj. navázána na povrchu) na pevné částice menší než 2,5 μm – tzv. frakci PM2,5. Tyto částice přetrvávají ve vznosu v ovzduší několik dnů nebo i týdnů, čímž se benzo[a]pyren a další znečišťující látky mohou dostávat až do vzdáleností tisíců km od jejich zdroje.
Benzo[a]pyren a další polyaromatické uhlovodíky (PAH) jsou prokazatelně karcinogenní.
Tato látka je jednou z nejproblematičtějších znečišťujících látek. Její koncentrace se v roce 2011 měřily na 33 místech; z nich bylo překročen roční imisní limit 1 ng·m−3 na 24 místech. Z modelování průběhu koncentrací na celém území České republiky vyplývá, že tento limit byl překročen na 17 % území, na němž žije 60 % obyvatel. Největší koncentrace byly v roce 2011 naměřeny v Ostravě-Radvanicích, kde byl limit překročen 10×. Vysoké koncentrace se však vyskytují nejen v dopravně exponovaných lokalitách, ale v ostatních městských, příměstských a venkovských místech.

## Znečištění vod

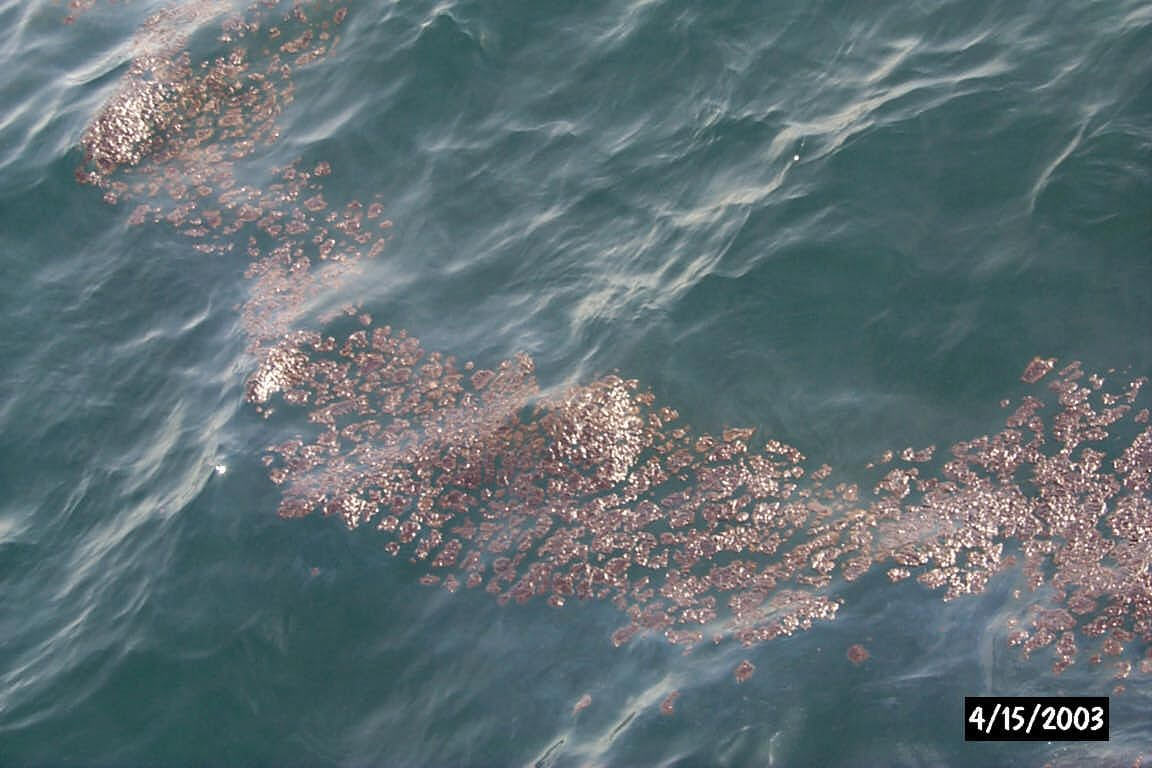
Ropné látky mohou způsobit velmi závažné znečištění vody

Znečištění slané i sladké vody je dalším velkým celosvětovým problémem. V rozvojových zemích navíc omezuje přístup části populace k nezávadné pitné vodě. Mezi znečišťující látky patří aromatické uhlovodíky (obsažené v ropě) nebo polychlorované bifenyly (PCB). Z anorganických látek jde o dusík, fosfor nebo amoniak, které se sem mohou dostávat ze zemědělské výroby. Ze starých zátěží se může do vod dostávat DDT, z průmyslu dioxiny a kyanidy.
Některé znečišťující látky mohou vyvolávat sekundární znečištění spočívající ve zvýšeném výskytu nebezpečných organismů, především sinic nebo některých patogenních bakterií.

## Znečištění půdy
Kontaminace půd je někde lokálním, ale jinde globálním problémem (např. v Číně). Mezi nejčastější znečišťující látky patří uhlovodíky, rozpouštědla, polyaromatické uhlovodíky a pesticidy; z kovů pak olovo, kadmium a rtuť. Při zpracování, dopravě a skladování pohonných hmot se mohou do půdy dostat ropné uhlovodíky (benzen, ethylbenzen, toluen, xylen a některé alkany nebo alkeny).
Výskyt těchto zátěží souvisí se stupněm industrializace (průmyslové havárie) a intenzity používání chemikálií především v zemědělství.